# 사계의 봄
사계의 봄은 2025년 5월 6일부터 2025년 7월 2일까지 방송했던 SBS 수요 드라마였다.

## 기획의도
케이팝 최고 밴드그룹의 스타 ‘사계’가 팀에서 퇴출당하고, 우여곡절 시작된 대학 생활 중 운명처럼 ‘김봄’을 만나 멋지게 재기하는 청춘 음악 로맨스

## 등장인물

### 주요 인물
- 하유준 : 사계 (20세) 역 (아역 : 문우진) - #우주대스타 #축복받은 유전자 #신의 가호가 따르는 #전 <더 크라운> 리더

신이 축복을 몰빵하고 우주가 행운을 올인한 럭키 가이, '럭키 사계'. 5년 전 데뷔 이후 ‘단 한 번도‘ 음원 1위를 놓쳐본 적 없는 무패 신화의 주인공.
- 박지후 : 김봄 (20세) 역 (아역 : 박소이) - #프로듀서 #작곡천재 #프로알바러 #올라운더 #진취적 #목표지향적 #야망걸

한때는 아이비리그를 꿈꾼 소녀, 현재는 레이블 설립이 꿈인, 실용음악과 재학생이자 프로알바러.
- 이승협 : 서태양 (23세) 역 - #한주대 의대 #한주밴드부 부장 #대대로 의사 집안 #한주대병원장 외아들

오직 실력만으로 1학년임에도 한주대 밴드부 부장이 된, 살아있는 전설.

### 주변 인물
- 조한철 : 조상헌 (50세) 역 - #JO&JO.ENT 대표 #<더 크라운>의 아버지 #자수성가 #6년 전의 비밀

가요계 마이더스의 손, 명석한 머리와 빠른 두뇌회전, 선택과 집중의 결정체.
- 김종태 : 서민철 (50세) 역 - #한주대 병원장 #태양의 아버지 #명의 #6년 전의 비밀

상헌의 친구, JO&JO.ENT 투자자.
- 차청화 : 김자영 (46세) 역 - #봄의 고모 #봄의 채권자 #귀여운 욕쟁이 #물질만능주의 #인생은 한방

봄의 고모, 규리의 어머니.
- 서혜원 : 배규리 (20세) 역 - #한주대 연영과 #자영의 딸 #봄의 고종사촌 #사계의 골수팬

냉탕과 온탕이 순식간에 왔다 갔다 하는 기분파
- 김선민 : 공진구 (23세) 역 - #한주대 컴공 #<투 사계> 밴드의 드럼 #동아리 지박령 #꽃거지?

동아리방을 지키는 진돗개, 또는 지박령이라 불리는 드럼 천재!
- 한유은 : 조지나 (27세) 역 - #JO&JO.ENT 총괄 프로듀서 #<더 크라운> 전담 #워커홀릭 #커리어우먼

JO&JO.ENT의 수장인 조상헌 대표의 고명딸로 차기 대표이자 도도한 얼음공주
- 한진희 : 윤승수 (30세) 역 - #JO&JO.ENT 실장 #윤실장 #사계와 호형호제 #춤꾼

타고난 춤꾼
- 김신 : 썬더 역

### 기타 인물
- 조슈아
- 차유진 : 유정애 역 - 봄의 어머니
- 김병기 : 박세찬 역 - 한주대 총장
- 오만석 : 한주대 연영과 교수 역
- 박진우 : 봄이 피아노 연주 알바를 하는 레스토랑의 사장 역
- 이두석 : 한 기자 역
- 주윤찬 : 재준 역
- 김서하 : 강석희 비서 역
- 장덕수 : 세규 역
- 미상 : 김복례 역
- 미상 : 당직 의사 역

### 특별 출연
- 김용명 (1회, 3회)
- 손민수 (1회)
- 임라라 (1회)
- 문세윤 : 편의점 사장 역 (2회)
- 조나단 (2회)
- 파트리샤 (2회)
- 유재필 (2회)
- 정찬민 (2회)
- 김지영 : 목여진 역 (4회, 5회, 8회, 10회)
- 박광재 (5회)
- 성혁 (5회)
- 쇼리 J (5회)
- 이홍기 : 변호사 역 (6회)
- 권혁수 : 학보사 선배 역 (8회)
- 김민경 : 집주인 역 (9회)
- 로운 : 로운 역 (9회)
- 서강준 (9회, 목소리 출연)
- 정해인 : 안세현 역 (10회)
- 원희 : 공항녀 역 (10회)

## 참고 사항
- 이승협, 서혜원은 tvN 월화 드라마 〈선재 업고 튀어〉 이후 1년 만에 다시 만나 캐스팅 됐다.
- 〈국민사형투표〉 이후 2년 만에 재개되는 SBS 수목 드라마이자 평일 드라마다.[1] 주 1회로 편성됐다.
- KBS의 자회사인 몬스터유니온이 처음으로 SBS 작품을 공동 제작하게 되었다.